# Mildenburg (Diepholz)
Die Mildenburg ist eine abgegangene, hochmittelalterliche Burg des Bistums Minden, deren vermuteter Standort in der Bauerschaft Mirrenburg der Gemeinde Maasen im niedersächsischen Landkreis Diepholz nicht gesichert ist. 
Die Mildenburg erscheint ab 1248 in Urkunden der Bischöfe von Minden. Vor dem Jahr 1315 wurde sie durch Bischof Gottfried von Waldeck an Herbord von Mandelsloh verpfändet. Auf unbekanntem Weg gelangte sie anschließend in die Hände der Grafen von Hoya. Möglicherweise erhielt sie durch Graf Gerhard II. von Hoya (1290–1312) ihren Namen, da dieser in den damaligen Quellen als „milde“ bezeichnet wird. Sie wird auch mit der 1301 in einem Hoyaer Güterverzeichnis erwähnten „Manborch“ identifiziert. 1331 mussten die Grafen von Hoya den Bischöfen von Minden geloben, die zu diesem Zeitpunkt offenbar zerstörte Mildenborg nicht wieder aufzubauen. 
Spuren der Burg sind bislang nicht entdeckt worden, auch gibt die historische Überlieferung keine Hinweise auf ihre Lage. Die Lokalisation in der Bauerschaft Mirrenburg erfolgt vor allem aufgrund der Namensähnlichkeit und steht auf schwachen Füßen.